# Structure presque complexe
 (juin 2025).
Si vous disposez d'ouvrages ou d'articles de référence ou si vous connaissez des sites web de qualité traitant du thème abordé ici, merci de compléter l'article en donnant les références utiles à sa vérifiabilité et en les liant à la section « Notes et références ».
 (juin 2025).
Motif : Manque de clarté.
En géométrie différentielle, une structure presque complexe sur une variété différentielle réelle est la donnée d'une structure d'espace vectoriel complexe sur chaque espace tangent.

## Définition formelle
Une structure presque complexe J sur une variété différentielle M est un champ d'endomorphismes J, c'est-à-dire une section globale du fibré vectoriel {\displaystyle \mathrm {End} (TM)}, vérifiant :
{\displaystyle \forall x\in M,J_{x}^{2}=-\mathrm {Id} _{T_{x}M}.}
Une variété différentielle munie d'une structure presque complexe est appelée une variété presque complexe.
Théorème — L'existence d'une structure presque complexe J sur une variété différentielle M implique que M soit de dimension paire et orientable.
Donc, pour qu'il existe une structure presque complexe, il faut que la variété soit de dimension paire et orientable. Mais cette condition à elle seule ne suffit pas :
Théorème — L'existence d'une structure presque complexe sur une variété différentielle orientable de dimension {\displaystyle 2n} équivaut à la réduction du groupe structural du fibré tangent de {\displaystyle \mathrm {GL} (2n,\mathbb {R} )} à {\displaystyle \mathrm {GL} (n,\mathbb {C} )}.

## Exemples
Les seules sphères à admettre une structure presque complexe sont :
- La sphère {\displaystyle S^{2}}, vue comme le compactifié de {\displaystyle \mathbb {C} }.
- La sphère {\displaystyle S^{6}}, vue comme la sphère unité des octonions imaginaires.

## Formes différentielles
Algèbre linéaire : un opérateur linéaire {\displaystyle A\in \mathrm {GL} (n,\mathbb {R} )} vérifiant l'identité {\displaystyle A^{2}=-\mathrm {I} _{n}} se réduit sur {\displaystyle \mathbb {C} ^{n}=\mathbb {R} ^{n}\otimes _{\mathbb {R} }\mathbb {C} }. Il admet deux espaces propres, {\displaystyle E^{+}} et {\displaystyle E^{-}}, de valeurs propres respectives {\displaystyle i} et {\displaystyle -i}.
Structures presque complexes :{\displaystyle TM\otimes _{\mathbb {R} }\mathbb {C} =T^{+}M\oplus T^{-}M.}
Les formes différentielles sont les sections des produits extérieurs du fibré cotangent: {\displaystyle \Omega ^{r}(M)\otimes _{\mathbb {R} }\mathbb {C} =\bigoplus _{r+q=p}\Omega ^{r,q}(M).}